# Fruit Ninja
Fruit Ninja (також відома як Fruit Ninja HD на iPad; Fruit Ninja THD на Android з процесором Nvidia Tegra 2) — відеогра, розроблена Halfbrick Studios у Брисбені, Австралія. Була випущена 21 квітня 2010 для iPod Touch і iPhone, 12 липня 2010 року для iPad, 17 вересня 2010 року для пристроїв під ОС Android. Була випущена для Windows Phone 22 грудня 2010. Крім того, у березні 2011 року, версії для Bada і Nokia (раніше Symbian) стали поширюватися через їхні офіційні магазини додатків. Незадовго до E3 2011 гра з'явилася на Xbox 360 з використанням функції Kinect. Гравець повинен розрізати віртуальним мечем фрукти, що з'являються з нижнього краю екрана. На сенсорних пристроях для цього достатньо дотику до екрану, в комп'ютерній версії використовується мишка. 

## Популярність
Гра була добре сприйнята як критиками, так і споживачами. Станом на вересень 2010 року продажі перевищили більше трьох мільйонів завантажень, і досягли більше чотирьох мільйонів на грудень 2010 року. Загальний обсяг продажів на всіх платформах склав більше 20 мільйонів на березень 2011 року. Рецензенти вважають, що низька вартість гри в поєднанні з захоплюючим геймплеєм є причиною високої популярності. Вони також високо оцінили підтримку і оновлення корпорації Halfbrick, які додали онлайн-мультиплеер, досягнення та лідерів у грі.

## Геймплей
У Fruit Ninja гравець керує мечем за допомогою сенсорного екрану. Коли фрукт з'являється на екрані, гравець ворушить пальцем по екрану, щоб розрубати його навпіл. Додаткові очки нараховуються за кілька нарізаних фруктів одним махом, і гравці можуть використовувати додаткові пальці, щоб розрізати фрукти одночасно. Гравець повинен розрізати всі фрукти, і якщо пропустить три плоди — гра закінчиться, але по досягненню балів, кратних ста (100, 200, 300 і т. Д.), Гравець отримає додаткові життя. Іноді на екран вилітають бомби, при зачіпанні яких гра також закінчується.

### Режими гри
Існує кілька режимів гри, в тому числі і мультиплеєр (тільки на iPad та Xbox 360).

#### Режим Дзен
Режим, відомий як Дзен, прибирає бомби і обмеження на кількість упалих фруктів, але обмежує час до півтори хвилини. Також є режим Аркадний, в якому у гравців є тільки шістдесят секунд, щоб досягти високого результату. У цьому режимі до стандартних фруктам також додаються спеціальні, розфарбовані банани, які мають унікальні бонуси, такі як подвоєння очок, набраних протягом обмеженого часу, збільшення кількості фруктів на екрані, або уповільнення всіх плодів протягом короткого періоду. 

#### Класичний режим
У класичному режимі на екрані час від часу з'являється спеціальний фрукт — гранат. Гравці можуть нарізати один шматок кілька разів.

#### Аркадний режим
У аркадному режимі гранат з'являється в кінці кожної гри. Гравці повинні різати гранат якомога швидше, щоб отримати додаткові очки. Крім того, вкрай рідкісні пітахаї, які іноді з'являються в класичному і аркадном режимах. Якщо розрізати пітахаю, можна отримати плюс п'ятдесят очок. Багатокористувацькі ігри підтримуються для iOS пристроїв через Apple Game Center. 

### Багатокористувацький режим
У багатокористувацькому режимі лезо і фрукти гравця виділені синім кольором, у той час як противника, виділені червоним кольором. Гравці повинні різати свої плоди, уникаючи при цьому плоди свого супротивника. У IPad версії гри покращена графіка, а також підтримує локальний мультиплеєр, екран ділиться навпіл, і кожен гравець, грає на своїй половині екрану. Гравці також можуть поділитися високими балами в соціальних аккаунтах на платформах Open Feint, Twitter і Facebook. Комбо: 3 фрукта — 6 очок, 4 — 8 очок, 10 — 20 очок тощо.

## Розробка та маркетинг
Гра була вперше випущена 21 квітня 2010 року для пристроїв iPod Touch і iPhone. 17 вересня 2010 року Fruit Ninja було перенесено на пристрої з ОС Android. 2 листопада 2010 року було оголошено про аркадний режим для Fruit Ninja, який покращив динаміку ігрового процесу. У грудні 2010 року полегшені версії Fruit Ninja та Fruit Ninja HD були випущені для пристроїв iOS і служать демо-версіями гри. Гра також була випущена для Windows Phone 7 22 грудня 2010 року.
10 серпня 2011 року Fruit Ninja Kinect було випущено для консолі Xbox 360 як гру, яку можна завантажити з Xbox Live Arcade (XBLA) Marketplace.
У березні 2012 року HalfBrick оголосила про партнерство з BlueStacks, щоб зробити Android-додаток Fruit Ninja доступним для Microsoft Windows у всьому світі. Програма отримала понад мільйон завантажень за перші 10 днів.
26 серпня 2021 року Halfbrick і сінгапурський ігровий стартап Storms випустили версію Fruit Ninja і Jetpack Joyride для пристроїв KaiOS. Версія Fruit Ninja для KaiOS використовує клавіатуру для нарізання фруктів.

### Продажі
За перший місяць після релізу Fruit Ninja для iOS було продано понад 200 000 копій. За третій місяць було продано понад один мільйон одиниць. У вересні 2010 року було продано більше двох мільйонів одиниць, а в грудні 2010 року загальна кількість досягла чотирьох мільйонів. До березня 2011 року загальна кількість завантажень на всіх платформах перевищила 20 мільйонів. У травні 2012 року він досяг 300 мільйонів завантажень і був на одній третині всіх американських iPhone. У 2015 році додаток досяг 1 мільярда завантажень. Версія Windows Phone 7 була найпопулярнішою програмою за тиждень 28 грудня 2010 року. Версія Xbox Live Arcade перемістила понад 739 000 одиниць за перший календарний рік. 
Версія Fruit Ninja для iPad була використана для реабілітації пацієнтів, які перенесли інсульт.